# Буафл (Ер)
Буафл (фр. Bouafles) насеље је и општина у северној Француској у региону Горња Нормандија, у департману Ер која припада префектури Andelys.
По подацима из 2011. године у општини је живело 661 становника, а густина насељености је износила 52,42 становника/km². Општина се простире на површини од 12,61 km². Налази се на средњој надморској висини од 24 метара (максималној 146 m, а минималној 7 m).

## Демографија
| 1962. | 1968. | 1975. | 1982. | 1990. | 1999. | 2011. |
| ----- | ----- | ----- | ----- | ----- | ----- | ----- |
| 168   | 256   | 367   | 469   | 682   | 618   | 661   |

График промене броја становника у току последњих година